# (7636) Comba
(7636) Comba ist ein Asteroid des Hauptgürtels, der am 5. Februar 1984 vom US-amerikanischen Astronomen Edward L. G. Bowell an der Anderson Mesa Station (IAU-Code 688) des Lowell-Observatoriums in Coconino County entdeckt wurde.
Der Asteroid wurde am 2. April 1999 nach dem italo-amerikanischen Astronomen und Mathematiker Paul G. Comba benannt.